# 5. červenec
5. červenec je 186. den roku podle gregoriánského kalendáře (187. v přestupném roce). Do konce roku zbývá 179 dní. Svátek slaví Cyril a Metoděj.

## Události

### Česko
- 1436 – Basilejská kompaktáta byla v Jihlavě předána císaři Zikmundovi. Dohoda byla potvrzena a Zikmund se stal českým králem.
- 1503 – Král Vladislav II. Jagelonský vydal mandát proti jednotě bratrské.[zdroj?]
- 1742 – Karel III. vydal osvobozovací patent, který sliboval osvobození od nevolnictví každému, kdo se zúčastní selského povstání proti rakouskému vojsku.
- 1778 – Válka o bavorské dědictví: Pruská armáda překročila severovýchodní hranice Čech.
- 1838 – Pražský obchodník a bankéř Moritz Zdekauer dostává od císaře privilegium na paroplavbu po Vltavě a Labi. Nebude však do roka schopen uvést do provozu alespoň jeden parník a privilej padne.
- 1843 – Janez Bleiweis začal vydávat druhé slovinsky psané noviny – Kmetijske in rokodelske novice.
- 1849 – V Brně vyšlo 1. číslo Moravských národních novin za Ohéralovy redakce.
- 1863 – Na návrh olomouckého arcibiskupa Bedřicha z Fürstenberka určil papež Pius XI. 5. červenec svátkem sv. Cyrila a Metoděje. Na Velehradě proběhly oslavy 1000. výročí příchodu věrozvěstů na Velkou Moravu.
- 1947 – V Praze proběhl manifestační sjezd Československé obce legionářské.
- 1954 – V Čechách začala povodeň.
- 1960 – Zahájena celostátní konference KSČ, na které bylo konstatováno, že v Československu byl úspěšně vybudován socialismus.
- 1974 – Uzavřena dohoda o vzájemném vyrovnání majetkových otázek mezi ČSSR a USA.
- 1985 – Vydavatelství Panton ve spolupráci s Gramofonovými závody Loděnice uvádí na trh folkové album Cesty '85, Panton na Portě necelých 24 hodin poté, co byl pořízen zvukový záznam živého koncertu na lochotínském amfiteátru.
- 1990 – Prezidentem byl zvolen Václav Havel.
- 1994 – V Praze byl zahájen XII. všesokolský slet.
- 1997 – Počátek intenzivních dlouhodobých dešťových srážek, které vyvolaly rozsáhlé povodně na značné části Moravy, ve východních Čechách, v povodí Orlice a horního Labe. Zaplaveno bylo 536 měst a obcí v 34 okresech.
- 1999 – Česká průzkumná rota vstoupila do Kosova, čímž zahájila svou účast na misi KFOR.

### Svět
- 1294 – Došlo k jednohlasnému zvolení poustevníka Petra z Murrone papežem. Ten přijal jméno Celestýn V.
- 1687 – Isaac Newton vydal své Philosophiae Naturalis Principia Mathematica.
- 1770 – Začala bitva u ostrova Chios mezi Ruskem a Tureckem.
- 1809 – Zahájena Bitva u Wagramu, jedna z napoleonských bitev.
- 1811 – Venezuela jako první z jihoamerická země vyhlásila nezávislost na Španělsku.
- 1830 – Den po pádu Alžíru kapituloval před francouzskými invazními silami jeho poslední turecký správce, Alžír a alžírské pobřeží se dostává pod kontrolu Francie.
- 1854 – Při požáru muzea ve Filadelfii byl zničen šachový stroj Turek.
- 1884 – Kamerun se stal německou kolonií.
- 1940 – 2. světová válka: Spojené království rozvázalo diplomatické styky s Vichistickou Francií.
- 1941 – 2. světová válka: Německá armáda dorazila k Dněpru.
- 1943 – 2. světová válka: Začala největší tanková bitva v historii – Bitva v Kurském oblouku.
- 1946 – Představeny bikiny.
- 1950
  - Korejská válka: První střetnutí mezi americkými a korejskými silami.
  - Izraelský parlament uzákonil právo všech Židů na imigraci do Izraele.
- 1958 – Prvovýstup na Gašerbrum I, 11. nejvyšší horu světa.
- 1971 – Volební věk v USA byl snížen z 21 na 18.
- 1975
  - Arthur Ashe se stal prvním mužem černé pleti, který zvítězil v turnaji ve Wimbledonu.
  - Kapverdy získaly nezávislost na Portugalsku.
- 1994 – Jeff Bezos zakládá společnost Amazon.com
- 1996 – Narodila se ovce Dolly, první úspěšně naklonovaný savec.
- 2012 – Slavnostní otevření londýnského mrakodrapu The Shard, který je s 310 metry nejvyšší budovou ve Velké Británii.
- 2016 – Americká kosmická sonda Juno byla úspěšně navedena na oběžnou dráhu Jupiteru s cílem zkoumat atmosféru a měsíce planety.

## Narození
Viz též Kategorie:Narození 5. července — automatický abecedně řazený seznam.

### Česko

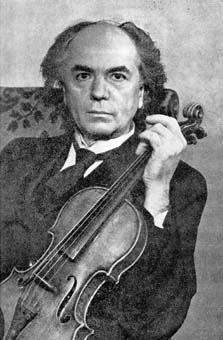
Jan Kubelík (* 1880)

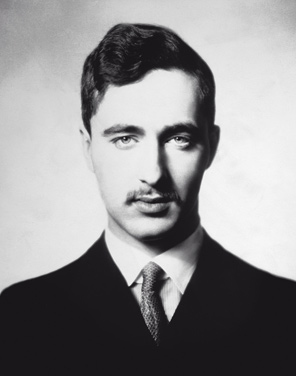
Karel VI. Schwarzenberg (* 1911)

- 1808 – Hynek Jakub Heger, česko-rakouský těsnopisec († 11. května 1854)
- 1871 – Vratislav Černý, československý politik († 11. listopadu 1933)
- 1875 – Methoděj Charvát, československý politik († 19. června 1948)
- 1880
  - Cyril Malý, československý politik († ?)
  - Jan Kubelík, houslista a skladatel († 5. prosince 1940)
- 1887 – František Xaver Margold, malíř a restaurátor († 16. října 1967)
- 1896
  - Jan Novák, fotbalový reprezentant († 10. dubna 1968)
  - Otto Šimonek, fotbalový reprezentant († ?)
- 1898 – Metoděj Prajka, lidový muzikant, hudební skladatel a kapelník († 7. února 1962)
- 1902 – Adolf Kajpr, kněz, jezuita, novinář, oběť komunismu († 17. září 1959)
- 1905 – Jan Budík, protinacistický odbojář († 29. října 1984)
- 1911
  - Karel VI. Schwarzenberg, kníže, spisovatel, heraldik († 9. dubna 1986)
  - Jiří Taufer, básník a překladatel († 3. prosince 1986)
- 1913 – Hanuš Bonn, básník († 20. říjen 1941, popraven v Mauthausenu)
- 1920
  - Jaromír Vrba, hrdina protinacistického i protikomunistického odboje a oběť komunistického teroru († 19. prosince 1950)
  - Zdeněk Tmej, reportážní a dokumentární fotograf († 22. července 2004)
- 1921 – Luděk Vimr, malíř, grafik a ilustrátor († 9. listopadu 2005)
- 1923 – Jiří Blažek, tanečník a choreograf
- 1928 – Josef Macur, právník († 15. března 2002)
- 1929
  - Jiří Reynek, překladatel a grafik († 15. října 2014)
  - Jan Kozák, basketbalista a trenér
- 1931 – Milan Opočenský, teolog, filozof, duchovní Českobratrské církve evangelické († 31. ledna 2007)
- 1932
  - Robert Kvaček, historik († 27. dubna 2024)
  - Kornelie Němečková, výtvarnice a ilustrátorka
- 1945
  - Kamil Kalina, psychiatr, adiktolog a politik
  - Viktor Sodoma, zpěvák
- 1946 – Daniela Hodrová, literární teoretička a spisovatelka
- 1948 – Libuše Benešová, předsedkyně Senátu Parlamentu České republiky
- 1949 – Miroslav Pinc, ilustrátor knih z oblasti botaniky († 4. dubna 2000)
- 1953
  - Peter Koliba, politik a lékař-gynekolog
  - Alena Čepelková, horolezkyně
- 1956 – Petr Koliha, filmový pedagog, režisér a producent
- 1958 – Ljuba Krbová, herečka
- 1959 – Michal Hrdý, karikaturista († 13. června 2003)
- 1960 – Jindra Nečasová, hudební skladatelka
- 1963 – Leoš Středa, lékař a pedagog († 31. března 2022)
- 1966 – Richard Brabec, politik
- 1980 – David Rozehnal, fotbalista
- 1989 – Vladimír Polívka, herec
- 1994 – Monika Bagárová, zpěvačka

### Svět

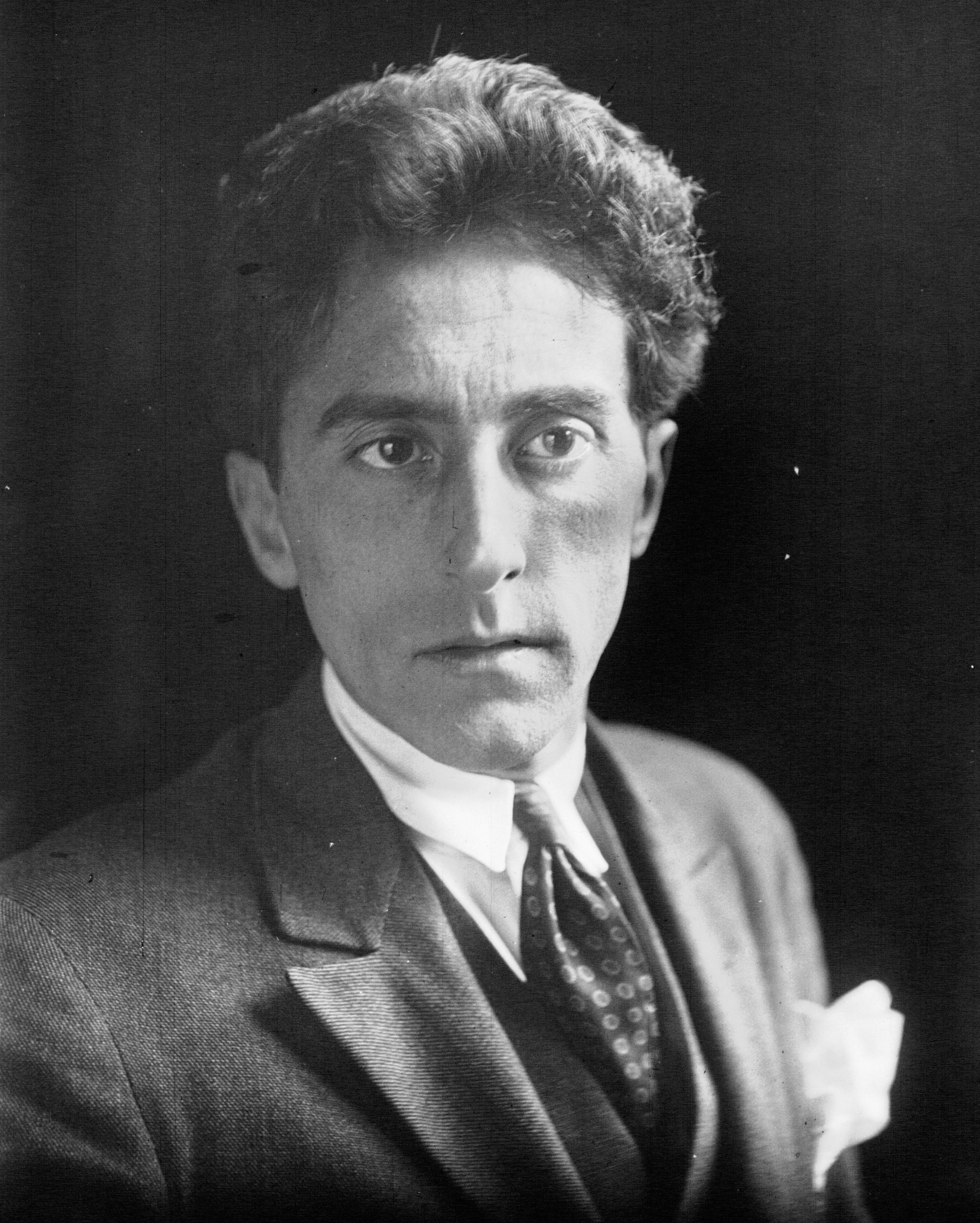
Jean Cocteau (* 1889)

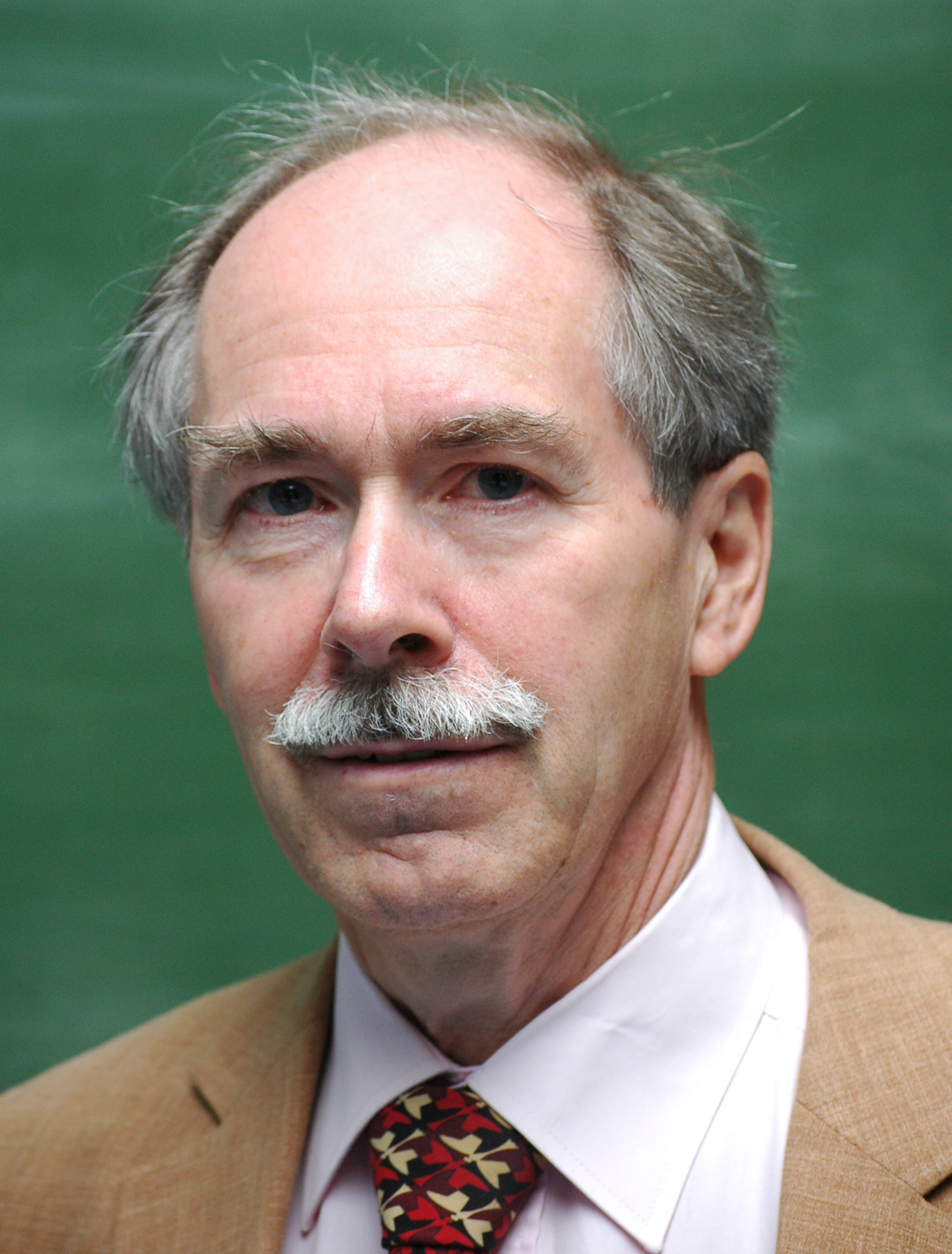
Gerard 't Hooft (* 1946)

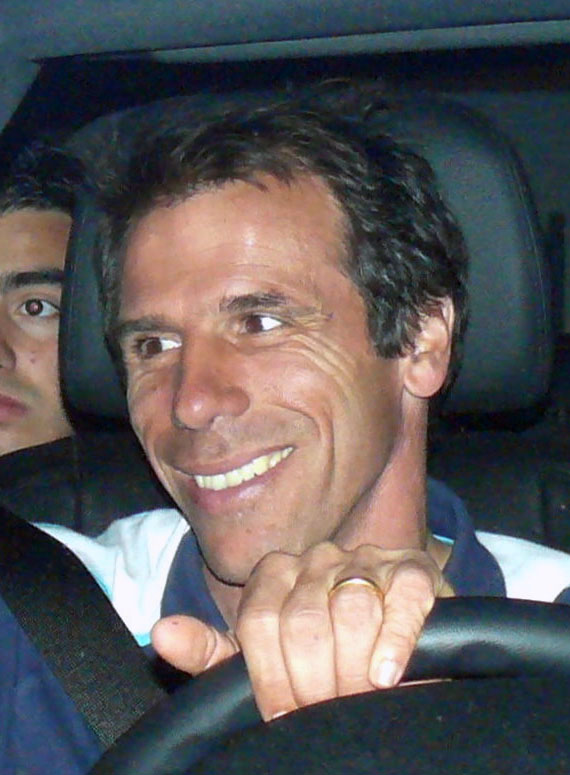
Gianfranco Zola (* 1966)

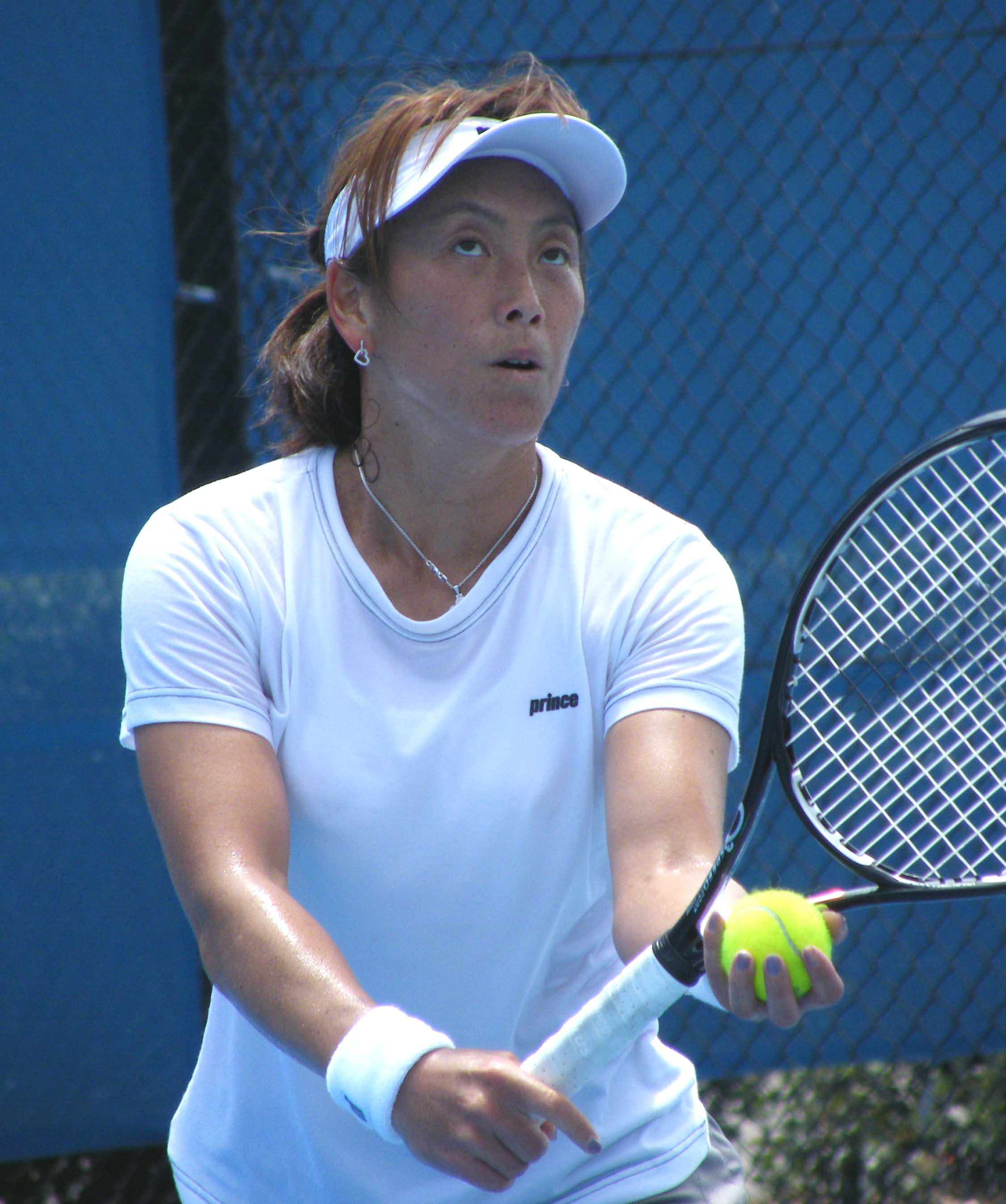
Ai Sugijamová (* 1975)

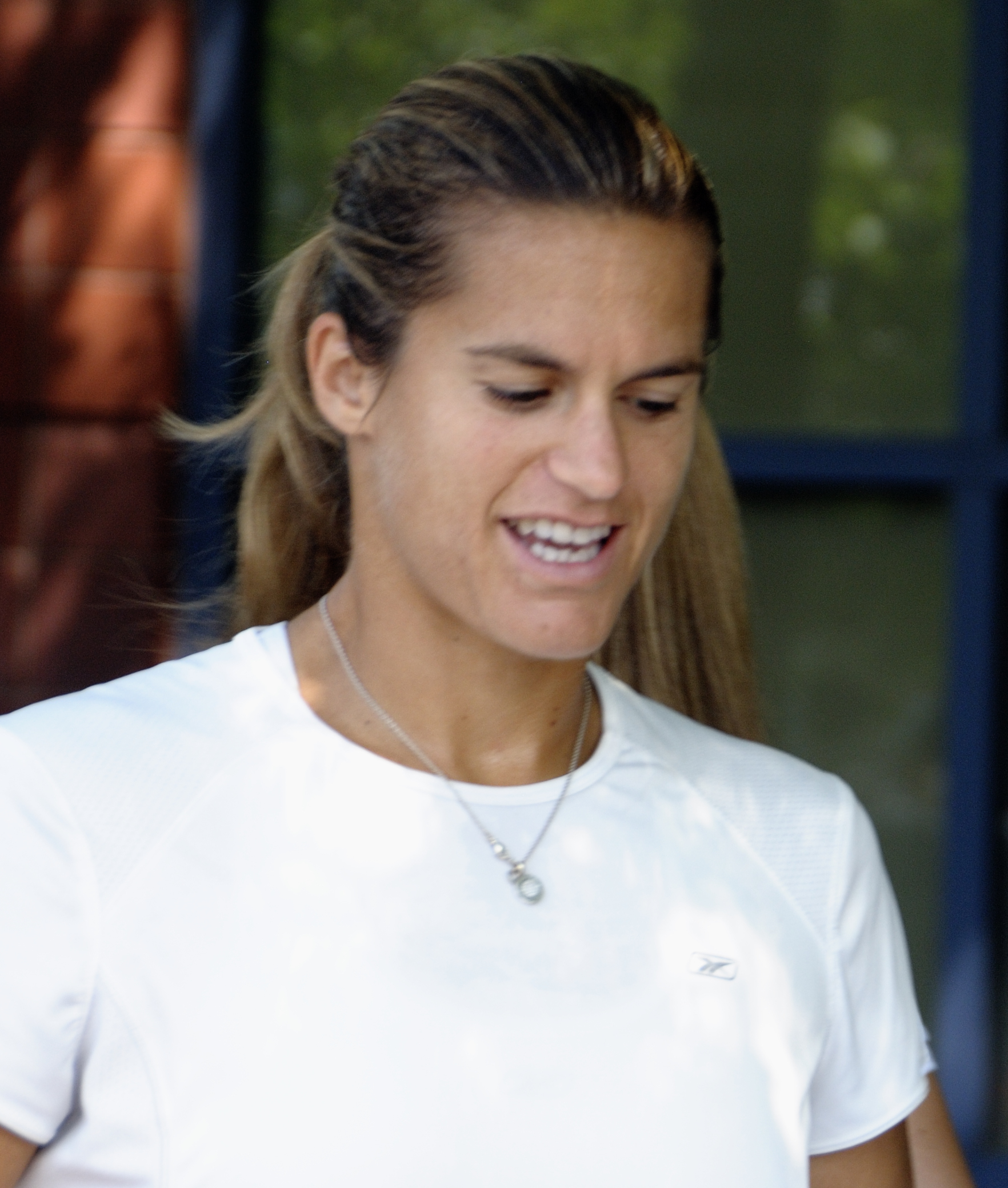
Amélie Mauresmová (* 1979)

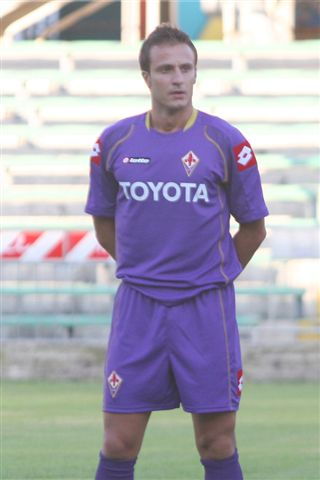
Alberto Gilardino (* 1982)

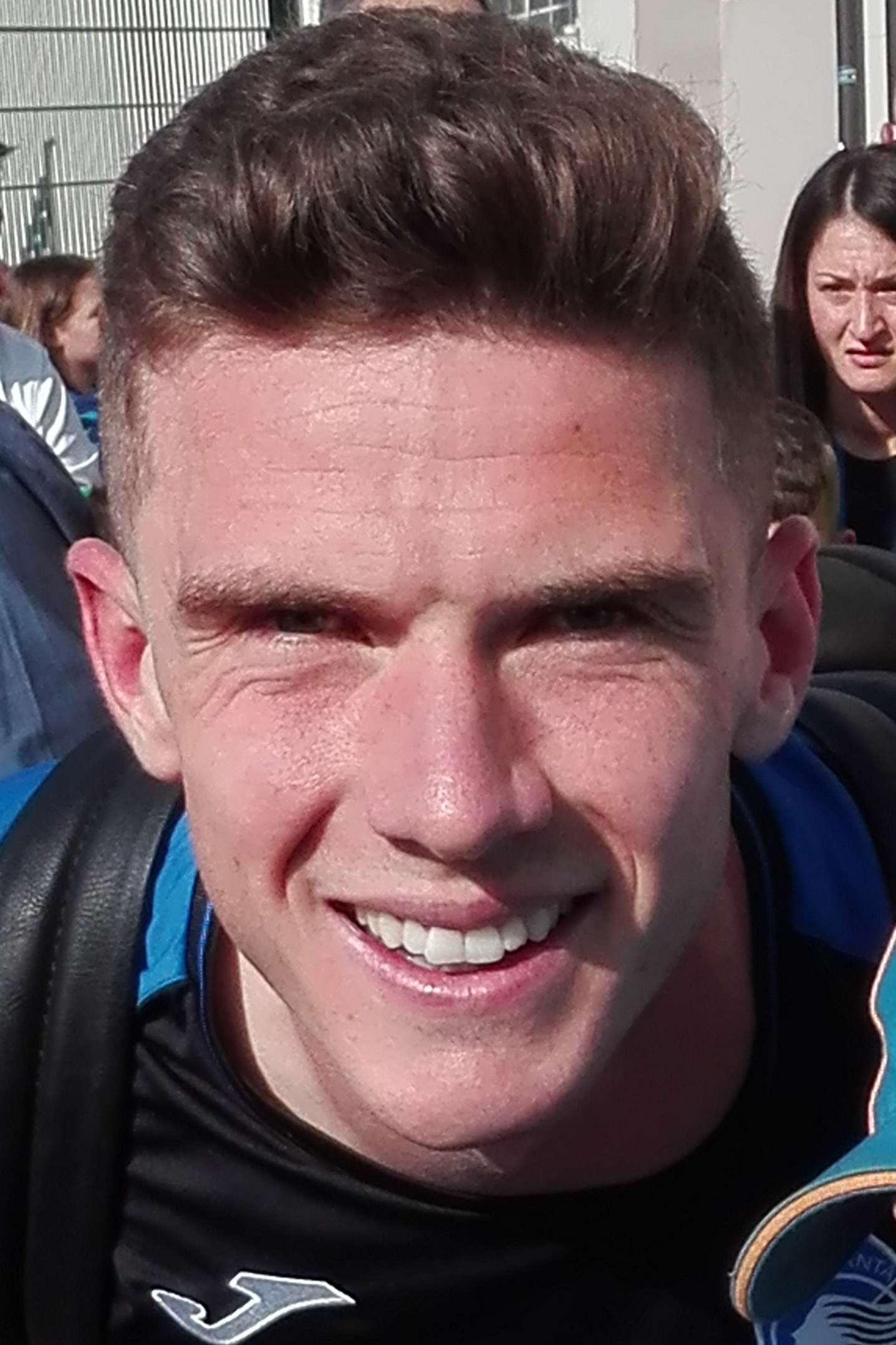
Robin Gosens (* 1994)

- 1182 – František z Assisi, italský mnich a mystik, zakladatel žebravého řádu františkánů († 1226)
- 1321 – Johana Anglická, skotská královna z dynastie Plantagenetů († 7. září 1362)
- 1466 – Giovanni Sforza, italský šlechtic († 27. července 1510)
- 1500 – Paris Bordone, italský malíř († 19. ledna 1570)
- 1522 – Markéta Parmská, místodržitelka Nizozemí († 18. ledna 1586)
- 1554 – Alžběta Habsburská, manželka francouzského krále Karla IX. († 22. ledna 1592)
- 1632 – Izák Caban, slovenský filozof, teolog a dramatik († 18. března 1707)
- 1670 – Dorotea Žofie Falcko-Neuburská, německá šlechtična († 15. září 1748)
- 1717 – Petr III. Portugalský, portugalský král († 25. května 1786)
- 1735 – August Ludwig von Schlözer, německý historik († 9. září 1809)
- 1773 – Ludvík Parmský, etruský král († 27. května 1803)
- 1802 – Pavel Nachimov, ruský admirál († 12. července 1855)
- 1805 – Robert FitzRoy, britský mořeplavec, meteorolog a politik († 30. dubna 1865)
- 1810 – Phineas Taylor Barnum, americký bavič, majitel cirkusu († 1891)
- 1817 – Carl Vogt, německý přírodovědec, politik († 5. května 1895)
- 1820 – William John Macquorn Rankine, skotský inženýr a fyzik († 1872)
- 1841 – Mary McElroyová, první dáma USA († 8. ledna 1917)
- 1847 – Joshua Millner, irský sportovní střelec († 16. listopadu 1931)
- 1849 – William Thomas Stead, anglický novinář a redaktor († 1912)
- 1853
  - Cecil Rhodes, jihoafrický politik († 1902)
  - Tivadar Kosztka Csontváry, uherský malíř († 1919)
- 1857 – Klára Zetkinová, německá socialistická politička († 1933)
- 1872 – Édouard Herriot, francouzský politik († 26. března 1957)
- 1874 – Eugen Fischer, německý profesor medicíny, antropologie a eugeniky († 9. července 1967)
- 1879
  - Wanda Landowska, cembalistka polského původu († 16. srpna 1959)
  - José Millán Astray, zakladatel Španělské cizinecké legie († 1. ledna 1954)
- 1881 – Nasib bey Yusifbeyli, ázerbájdžánský publicista, politik a státník († 31. května 1920)
- 1886 – Willem Drees, nizozemský politik († 14. května 1988)
- 1888 – Herbert Spencer Gasser, americký fyziolog, nositel Nobelovy ceny za medicínu († 11. května 1988)
- 1889 – Jean Cocteau, francouzský básník († 11. října 1963)
- 1891
  - John Howard Northrop, americký biochemik, nositel Nobelovy ceny za chemii († 27. května 1987)
  - Tin Ujević, chorvatský básník († 12. listopadu 1955)
- 1893 – Leo Karel Habsbursko-Lotrinský, rakouský arcivévoda z těšínské linie († 28. dubna 1939)
- 1895 – Sergej Protopopov, slovenský fotograf a malíř původem z Ruska († 13. července 1976)
- 1899 – Marcel Achard, francouzský spisovatel a dramatik († 1974)
- 1900 – Bernard Jan Alfrink, kardinál, arcibiskup Utrechtu a nizozemský primas († 17. prosince 1987)
- 1901 – Mark Mitin, sovětský marxisticko-leninský filosof († 15. ledna 1987)
- 1904 – Ernst Mayr, německý biolog († 3. února 2005)
- 1907 – Jang Šang-kchun, čínský prezident († 14. září 1998)
- 1911 – Georges Pompidou, francouzský prezident († 2. dubna 1974)
- 1915 – John Woodruff, americký olympijský vítěz v běhu na 800 metrů z roku 1936 († 30. října 2007)
- 1917 – Geraldine Mucha, skladatelka († 12. října 2012)
- 1918
  - Nico Papatakis, řecký filmový režisér († 17. prosince 2010)
  - Marija Isakovová, sovětská rychlobruslařka († 25. března 2011)
- 1919 – Franz Halberg, americký vědec, zakladatel moderní chronobiologie († 9. června 2013)
- 1921 – Viktor Georgijevič Kulikov, velitel Spojených ozbrojených sil států Varšavské smlouvy († 28. května 2013)
- 1922 – Edwin Thompson Jaynes, americký fyzik a metodolog († 30. dubna 1998)
- 1923
  - Karol Martinka, slovenský a československý ekonom, politik a ministr († 13. února 1985)
  - Gustaaf Joos, belgický kardinál († 2. listopadu 2004)
- 1924 – Edward Idris Cassidy, australský kardinál, bývalý předseda Papežské rady pro jednotu křesťanů († 10. dubna 2021)
- 1925 – Jean Raspail, francouzský cestovatel a spisovatel
- 1928
  - Pierre Mauroy, francouzský politik († 7. června 2013)
  - Juris Hartmanis, lotyšský informatik († 29. července 2022)
  - Vladimir Toporov, ruský filolog († 5. prosince 2005)
- 1932 – Gyula Horn, maďarský politik († 19. června 2013)
- 1935 – Szewach Weiss, izraelský politik
- 1936
  - Shirley Knight, americká herečka († 22. dubna 2020)
  - James Mirrlees, skotský ekonom, Nobelova cena 1996 († 29. srpna 2018)
- 1940
  - James Herbert Brennan, irský spisovatel fantastické literatury († 1. ledna 2024)
  - Chuck Close, americký malíř († 19. srpna 2021)
- 1941 – Antonio Escohotado, španělský filozof a právník († 21. listopadu 2021)
- 1942 – Hannes Löhr, německý fotbalista († 29. února 2016)
- 1943 – Robbie Robertson, kanadský zpěvák a kytarista, člen skupiny The Band († 9. srpna 2023)
- 1944 – Geneviève Gradová, francouzská herečka
- 1945 – Vernon Pugh, velšský ragbista († 24. dubna 2003)
- 1946 – Gerardus 't Hooft, nizozemský profesor teoretické fyziky
- 1948 – Alojz Peterle, slovinský politik a diplomat
- 1949
  - František Hajnovič, ministr financí Slovenska
  - C. D. Payne, americký spisovatel
  - Mohamed Akid, tuniský fotbalista († 11. dubna 1979)
- 1950
  - Huey Lewis, americký hudebník, skladatel a příležitostný herec
  - Abraham Skorka, argentinský biofyzik a rabín
- 1952 – Terence Thomas Henricks, americký vojenský pilot a astronaut
- 1955 – Josef Haslinger, rakouský spisovatel
- 1956
  - Terry Chimes, britský bubeník
  - Horacio Cartes, paraguayský prezident
- 1958
  - Veronica Guerin, irská novinářka zavražděná drogovou mafií († 26. června 1996)
  - Avigdor Lieberman, izraelský pravicový politik
- 1963 – Edie Falco, americká herečka
- 1964 – Ronald D. Moore, americký scenárista a televizní producent
- 1966 – Gianfranco Zola, italský fotbalista
- 1969 – RZA, americký rapper
- 1973 – Róisín Murphy, irská zpěvačka
- 1974 – Márcio Amoroso, brazilský fotbalista
- 1975
  - Ai Sugijamová, japonská tenistka
  - Hernán Crespo, argentinský fotbalista
- 1976 – Nuno Gomes, portugalský fotbalista
- 1979
  - Amélie Mauresmová, francouzská tenistka
  - Stilijan Petrov, bulharský fotbalista
- 1982
  - Philippe Gilbert, belgický cyklista
  - Alberto Gilardino, italský fotbalista
- 1983
  - Čeng Ťie, čínská tenistka
  - Jonás Gutiérrez, argentinský fotbalista
- 1984 – Hossein Rajabian, íránský filmový režisér, fotograf a scenárista
- 1985 – Megan Rapinoeová, americká fotbalistka
- 1986
  - Iryna Burjačoková, ukrajinská tenistka
  - Jurij Čeban, ukrajinský rychlostní kanoista
  - Piermario Morosini, italský fotbalista († 14. dubna 2012)
  - Alexandr Radulov, ruský hokejista
- 1987 – Alexander Kristoff, norský silniční cyklista
- 1989 – Dejan Lovren, chorvatský fotbalista
- 1990 – Abeba Aregawiová švédská atletka na 1500 metrů
- 1994 – Robin Gosens, německo-nizozemský fotbalista
- 2000 – Sebastian Korda, americký tenista

## Úmrtí
Viz též Kategorie:Úmrtí 5. července — automatický abecedně řazený seznam.

### Česko

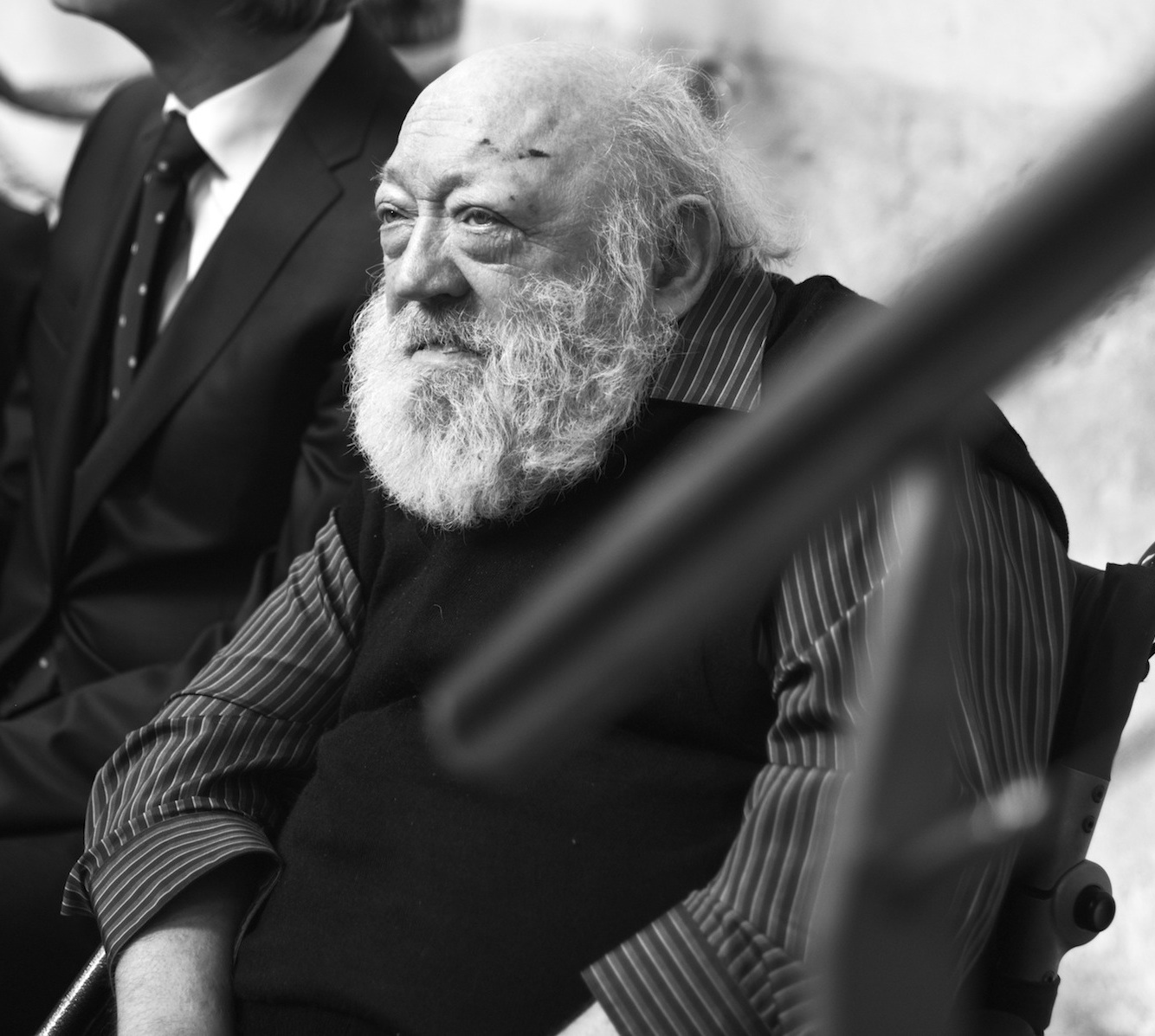
Zdeněk Neubauer († 2016)

- 1762 – Josef František Fortin, stavitel knížecího dvora v Českém Krumlově (* 19. února 1727)
- 1864 – Prokop Chocholoušek, novinář a spisovatel (* 18. února 1819)
- 1879 – Franz Stradal, advokát, železniční podnikatel a politik německé národnosti (* 25. října 1812)
- 1921 – Růžena Čechová, spisovatelka (* 7. října 1861)
- 1928 – Emil Navrátil, profesor elektrárenství a rektor ČVUT (* 27. června 1866)
- 1947 – J. R. Hradecký, spisovatel, dramatik a žurnalista (* 7. února 1886)
- 1957 – Zdeněk Němeček, spisovatel (* 19. února 1894)
- 1983 – Václav Trojan, hudební skladatel (* 24. dubna 1907)
- 1987 – Karel Steklý, režisér a scenárista (* 9. října 1903)
- 2000
  - František Bělský, sochař (* 6. dubna 1921)
  - Jiří Kosina, hudební skladatel a sbormistr (* 24. dubna 1926)
- 2001 – Jindřich Brabec, skladatel a publicista (* 25. května 1933)
- 2003 – Karel Hausenblas, jazykovědec (* 16. listopadu 1923)
- 2006 – František Vencovský, ekonom (* 12. ledna 1923)
- 2008 – Marie Šechtlová, fotografka (* 25. března 1928)
- 2010 – Ladislav Simajchl, kněz, spisovatel a editor Společného kancionálu českých a moravských diecézí (* 4. června 1922)
- 2012 – Dalibor Chatrný, výtvarník (* 28. srpna 1925)
- 2016 – Zdeněk Neubauer, filosof (* 30. května 1942)
- 2019 – Josef Koutecký, lékař, zakladatel dětské onkologie v Československu (* 31. srpna 1930)

### Svět

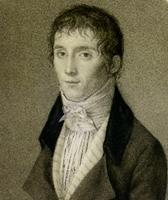
Nicéphore Niépce († 1833)

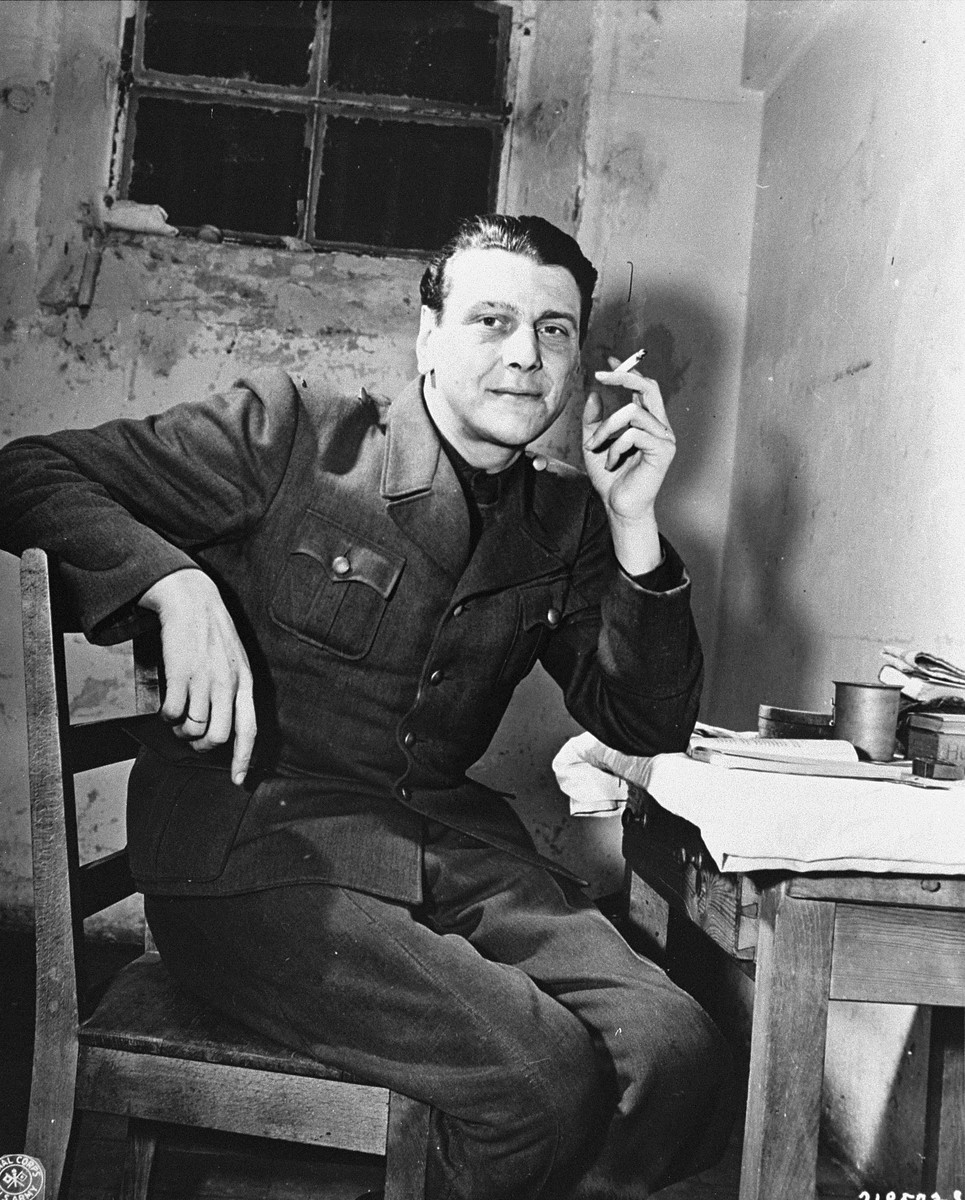
Otto Skorzeny († 1975)

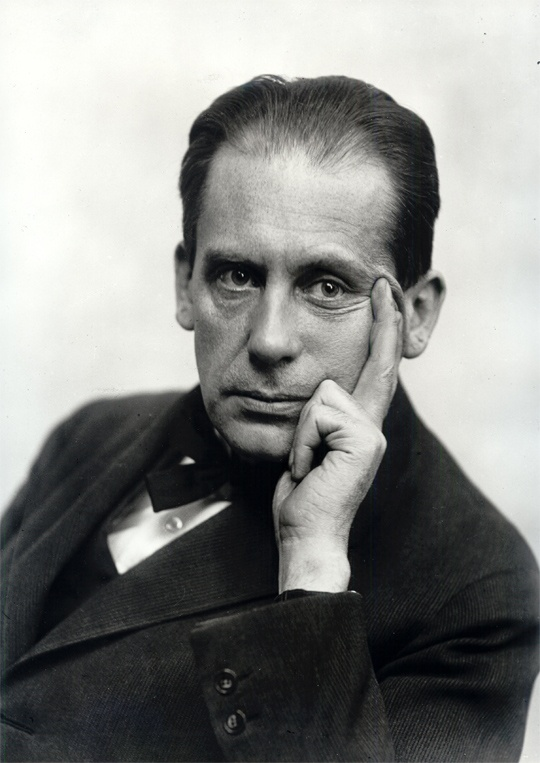
Walter Gropius († 1969)

- 1044 – Samuel Aba, uherský král (* asi 990)
- 1476 – Martín Alonso de Córdoba, španělský augustinián, spisovatel a teolog (* ? 1400)
- 1522 – Elio Antonio de Nebrija, španělský jazykovědec (* 1444)
- 1572 – Lung-čching, čínský císař z dynastie Ming (* 4. března 1537)
- 1633 – Markéta Habsburská, dcera císaře Maxmiliána II. (* 25. ledna 1567)
- 1743 – Hatice Sultan, osmanská princezna a dcera sultána Mehmeda IV. (* cca 1660)
- 1749 – John Montagu, 2. vévoda z Montagu, britský generál a šlechtic (* 29. března 1690)
- 1746 – Juraj Ambrozi, slovenský kněz a spisovatel (* 18. dubna 1694)
- 1765 – Charles Paulet, 5. vévoda z Boltonu, britský generál, politik a šlechtic (* 1718)
- 1793 – Alexander Roslin, švédský malíř (* 15. července 1718)
- 1815 – Maxmilian von Merveldt, rakouský generál a diplomat († 29. června 1770)
- 1816 – Dorothea Jordan, irská divadelní herečka a milenka anglického krále Viléma IV. (* 21. listopadu 1761)
- 1826
  - Thomas Stamford Raffles, britský státník, zakladatel Singapuru (* 6. července 1781)
  - Joseph Louis Proust, francouzský chemik (* 26. září 1754)
- 1833 – Nicéphore Niépce, francouzský vynálezce (* 7. března 1765)
- 1869 – Štefan Moyzes, slovenský biskup, pedagog a národní buditel (* 24. října 1796)
- 1873 – Giovanni Carnovali, italský malíř (* 29. září 1804)
- 1883 – John Spencer-Churchill, 7. vévoda z Marlborough, britský státník a šlechtic (* 2. června 1822)
- 1884 – Victor Massé, francouzský hudební skladatel (* 7. března 1822)
- 1889 – Jakov Ignjatović, srbský spisovatel (* 26. listopadu 1822)
- 1895 – Alexander Hessler, americký fotograf (* 12. července 1823)
- 1899 – Hippolyte Lucas, francouzský entomolog (* 17. ledna 1814)
- 1906
  - Paul Drude, německý fyzik (* 12. července 1863)
  - Jules Breton, francouzský malíř a básník (* 1. května 1827)
- 1911 – Marie Pia Savojská, portugalská královna (* 16. října 1847)
- 1922 – Carl Großmann, německý sériový vrah (* 13. prosince 1863)
- 1927 – Albrecht Kossel, německý lékař, nositel Nobelovy ceny (* 16. září 1853)
- 1931 – Oscar Kjellberg, švédský vědec a vynálezce (* 21. září 1870)
- 1932 – René-Louis Baire, francouzský matematik (* 21. ledna 1874)
- 1940 – Carl Einstein, německý historik umění, spisovatel (* 26. dubna 1885)
- 1945 – Julius Dorpmüller, německý politik (* 24. července 1869)
- 1948 – Georges Bernanos, francouzský spisovatel (* 20. února 1923)
- 1955 – Matúš Černák, slovenský politik a diplomat (* 23. srpna 1903)
- 1961 – Ludwig Fleck, polský mikrobiolog, lékař a vědec (* 11. července 1896)
- 1962
  - Helmut Richard Niebuhr, americký křesťanský teolog (* 3. září 1894)
  - Avraham Granot, izraelský politik (* 18. června 1890)
- 1964 – Milan Michal Harminc, slovenský architekt (* 7. října 1869)
- 1966 – George de Hevesy, maďarský radiochemik, nositel Nobelovy ceny (* 1. srpna 1885)
- 1969 – Walter Gropius, německý architekt (* 18. května 1883)
- 1970 – Imre Benoschofsky, maďarský vrchní rabín (* 6. února 1903)
- 1975 – Otto Skorzeny, německý voják (* 12. červen 1908)
- 1983 – Franc Leskošek, slovinský partyzán, národní hrdina (* 9. prosince 1897)
- 1986 – Jaroslav Stecko, ukrajinský nacionalistický politik (* 19. ledna 1912)
- 1994 – Tawfik Zi'ad, izraelský politik (* 7. května 1929)
- 1995 – Takeo Fukuda, japonský politik (* 14. ledna 1905)
- 2002 – Ted Williams, americký baseballista (* 30. srpna 1918)
- 2010 – Cesare Siepi, italský operní zpěvák (* 10. února 1923)
- 2011
  - Cy Twombly, americký malíř, žijící v Itálii (* 25. dubna 1928)
  - Mika Myllylä, finská běžkyně na lyžích (* 12. září 1969)
  - Hanna Segalová, britská psychoanalytička (* 20. srpna 1918)
- 2012 – Ben Kynard, americký saxofonista a hudební skladatel (* 28. února 1920)
- 2015
  - Dorotea Bavorská, rakouská arcivévodkyně a bavorská princezna (* 25. května 1920)
  - Jóičiró Nambu, americký fyzik, Nobelova cena za fyziku 2008 (* 18. ledna 1921)
- 2017 – Joachim Meisner, německý římskokatolický kněz (* 25. prosince 1933)
- 2020 – Cleveland Eaton, americký jazzový hudebník (* 31. srpna 1939)
- 2021
  - Raffaella Carrà, italská zpěvačka, tanečnice, televizní moderátorka a herečka (* 18. června 1943)
  - Richard Donner, americký režisér a producent (* 24. dubna 1930)
  - Matiss Kivlenieks, lotyšský hokejový brankář (* 26. srpna 1996)
- 2024
  - Jon Landau, americký filmový producent (* 23. července 1960)
  - Vic Seixas, americký tenista (* 30. srpna 1923)

## Svátky

### Česko
- Státní svátek: Den slovanských věrozvěstů Cyrila a Metoděje
- Cyril, Cyrila
- Metod, Metoděj, Metodějka

### Svět
- Alžírsko: Den nezávislosti (1962)
- Kapverdy: Den nezávislosti (1975)
- Ostrov Man: Den parlamentu – Tynwald Day (1266)
- Venezuela: Den nezávislosti (1811)
- Laos: Boun Festival
- Rwanda: Den míru a národní jednoty
- Lesotho: Rodinný den (je-li pondělí)
- Zambie: Den hrdinů (je-li pondělí)
- USA: Národní den workoholiků
- Mezinárodní den objetí zdarma (je-li sobota)[1][2]